# Minoesinsk
Minoesinsk (Russisch: Минусинск) is een historische stad in de Kraj Krasnojarsk, Rusland.

## Geografie
Minoesinsk is gelegen nabij de Jenisej, ongeveer 260 km ten zuiden van Krasnojarsk en 25 kilometer ten oosten van Abakan, de hoofdstad van de republiek Chakassië.
Minoesinsk ligt aan het eindpunt van een zijtak van de Trans-Siberische spoorlijn. In de toekomst zal de lijn worden uitgebreid door het Sajan-gebergte naar Kyzyl in de republiek Toeva. De stad ligt aan de hoofdweg M 54.

## Geschiedenis
Minoesinsk markeert het centrum van de Minoesinskdepressie, waarschijnlijk het belangrijkste archeologische gebied ten noorden van Pazyryk. Het wordt geassocieerd met de Afanasjevo-, Tastyk- en Tagar-culturen, vernoemd naar nederzettingen in de nabijheid van Minoesinsk.
De Russische nederzetting van Minjoesinskoje (Минюсинское) werd in 1739-1740 opgericht aan de monding van de Minoesa-rivier in de Jenisej. De naam wordt na 1810 vermeld als Minoesinskoje (Минусинское).
Na 1822 ontpopte Minoesinsk zich als een regionaal centrum van landbouw en doorvoerhandel, en kreeg de status van stad. In de 19e eeuw was het een centrum van culturele activiteiten voor een zeer groot gebied. Het Martjanov Natuurhistorisch Museum werd er in 1877 geopend en is nog steeds zeer actief.
De stad en het museum waren een intellectueel toevluchtsoord voor tsaristische politieke activisten en revolutionairen die in de jaren 1880 verbannen waren uit Europees Rusland. Vladimir Lenin bezocht Minoesinsk op tal van gelegenheden toen hij tussen 1897 en 1900 in ballingschap was in het nabijgelegen dorp Sjoesjenskoje. Tijdens de Russische Burgeroorlog was Minoesinsk de locatie van de Minoesinsk-opstand van 1918.

## Bestuurlijke status
Binnen de bestuurlijke indeling van Rusland fungeert Minoesinsk als het bestuurlijke centrum van het district Minoesinski, hoewel het er geen onderdeel van is. Als bestuurlijke  afdeling vormt het, samen met de nederzetting met stedelijk karakter Zeljony Bor, het stedelijk district Minoesinsk.

## Klimaat
Minoesinsk heeft een landklimaat, met zeer koude winters en warme zomers. De neerslag is vrij gering, maar is veel hoger van juni tot september dan op andere momenten van het jaar.
Bestuurlijk centrum: Krasnojarsk

Artjemovsk · Atsjinsk · Bogotol · Borodino · Doedinka · Divnogorsk · Igarka · Ilanski · Jenisejsk · Kansk · Kodinsk · Lesosibirsk · Minoesinsk · Nazarovo · Norilsk · Oejar · Oezjoer · Sjarypovo · Sosnovoborsk · Zaozjorny · Zelenogorsk · Zjeleznogorsk